# زبان‌های هندواروپایی
زبان‌های هندواروپایی (به انگلیسی: Indo-European languages) یک خانوادهٔ زبانی متشکل از چند صد زبان و گویش هم‌ریشه است و بیشتر زبان‌های مردمان قارهٔ اروپا، آسیای میانه، ایران و شبه قاره هند  از همین خانواده زبانی هستند. در گذشته (بیشتر در سده نوزدهم) این خانواده آریایی نیز نامیده می‌شد.
شمار گویشوران آن در سراسر جهان به حدود ۳٫۴ میلیارد نفر می‌رسد. نزدیک به ۴۴۹ زبان زنده در این خانواده بزرگ زبانی وجود دارد که بیش از دوسوم آنها (۳۱۳ تا) زیرشاخهٔ زبان‌های هندوآریایی (آریاییانِ هند) هستند. این‌گونه، آنان سخنوران بزرگ‌ترین خانوادهٔ زبانی شناخته‌شده در جهان امروزند.
در سده شانزدهم میلادی، مردمان اروپایی که به شبه قاره هند پا گذاشتند، رفته‌رفته به همسانی میان زبان‌هایی که امروزه هندوآریایی، ایرانی و اروپایی نامیده می‌شوند، پی بردند.
در ۱۵۸۳ توماس استفنز، کشیش یسوعی انگلیسی، زبانشناس و دانشمند فرهنگ کُنکانی_ نخستین انگلیسی که از راه دماغه امید نیک راهی هند شد_ در نامه ای که از گوا به برادرش در پاریس نوشت، برای نخستین بار در میان اروپاییان، از همگونی‌های ساختاری میان زبان‌های هندی، یونانی و لاتین یاد کرد.
دو سال پس از این، در ۱۵۸۵، فیلیپو ساستی، جهانگرد، بازرگان و زبانشناس فلورانسی در نامه ای به دوست فلورانسی خویش، برناردو داوانزاتی از همانندی واژگانی میان سانسکریت و ایتالیایی در واژه‌های خدا، مار، هفت، هشت و نه، یاد نمود.
با آنکه این دو گزارش از نخستین برخوردهای اروپایی با هند در دوران نوین اروپا، نشانگر روشنی پیوند زبان‌های خانواده زبانی نامبرده اند، ولی هیچ‌یک مایه پژوهش‌های دیگری نشد.
سرانجام، مارکوس زوئریوس وان بوکس هورن، استاد دانشگاه لیدن، زبانی مشترک را که نیای زبان‌های هلندی، یونانی، لاتین، فارسی و آلمانی بود را شناسایی نمود و آن را سکایی خواند. سپس زبان‌های اسلاوی، سلتی و بالتی را به این خانواده افزود. او زبان‌هایی همچون عبری را از این خانواده جدا می‌دانست.
از دیگر کسانی که در دسته‌بندی این خانواده زبانی نقش داشتند، ویلیام جونز، زبان‌شناس و خاورشناس انگلیسی بود. وی با اشاره به شباهت‌های زبان‌های سانسکریت، یونانی، و لاتین به یکدیگر نتیجه گرفت که آن‌ها بایستی از یک زبان مشترک منشأ گرفته باشند که زبان‌های پشتو، پارسی و آلمانی هم از همان زبان ریشه منشعب شده‌اند. گرچه وی ناباورانه چینی (از خانواده چینی-تبتی)، ژاپنی (شاید هم‌ریشه با ترکی) و مصری (آفروآسیایی) را هم از همین خانواده می‌دانست. در برابر زبان هندوستانی _که با شاخه پذیری در آینده زبان رسمی هندوستان (هندی) و پاکستان (اردو) شد_ را از سانسکریت و حتی از این خانواده نمی‌دانست (؟) زبانهای اسلاوی را تاتاری، زبان پهلوی را از زبانهای ایرانی، و زبان اوستایی را هم‌خانواده با سانسکریت وپراکریت خواند. شاید از جمله دلایل حذف نام ایران در نامگذاری این خانواده زبانی همین بوده باشد.
خانوادهٔ زبان‌های هندواروپایی یکی از خانواده‌های زبانیِ جهان و گسترده‌ترین و پرگویش‌ورترین آن‌هاست. بیشتر مردم جهانِ امروز، به‌عنوان زبان مادری یا زبان دوم، می‌توانند به یکی از زبان‌های این خانواده سخن بگویند.

## خلاصه دسته‌بندی
شمار گویشوران براساس آمار سال ۲۰۱۹ و گرد شده:
| شماره | نام گروه زبانی           | شمار زبان‌ها | سخنوران بومی | ساختار نوشتاری اصلی     | منبع          |
| ----- | ------------------------ | ----------- | ------------ | ----------------------- | ------------- |
| ۱     | زبان‌های آلبانیایی        | ۴           | ۷٬۵۰۰٬۰۰۰    | لاتین                   | [ ۲۴ ]        |
| ۲     | زبان‌های ارمنی            | ۲           | ۷٬۰۰۰٬۰۰۰    | ارمنی                   | [ ۲۵ ]        |
| ۳     | زبان‌های بالتواسلاوی      | ۲۵          | ۲۷۰٬۰۰۰٬۰۰۰  | سیریلیک، لاتین          | [ ۲۶ ]        |
| ۴     | زبان‌های سلتی             | ۶           | ۱٬۰۰۰٬۰۰۰    | لاتین                   | [ ۲۷ ]        |
| ۵     | زبان‌های ژرمنی            | ۴۷          | ۵۵۰٬۰۰۰٬۰۰۰  | لاتین                   | [ ۲۸ ]        |
| ۶     | زبان‌های هلنی             | ۶           | ۱۵٬۰۰۰٬۰۰۰   | یونانی                  | [ ۲۹ ]        |
| ۷     | زبان‌های هندوایرانی       | ۳۱۴         | ۱٫۶۵×۱۰۹     | دیواناگری، الفبای فارسی | [ ۳۰ ]        |
| ۸     | زبان‌های رومی (ایتالیایی) | ۴۴          | ۸۰۰٬۰۰۰٬۰۰۰  | لاتین                   | [ ۳۱ ]        |
| ۹     | زبان‌های آناتولیایی       | ۹           | منقرض        | میخیِ هیتی               | [ ۳۲ ]        |
| ۱۰    | زبان‌های تخاری            | ۲           | منقرض        | تخاری، مانوی            | [ ۳۳ ]        |
| مجموع | زبان‌های هندواروپایی      | ۴۴۸(+۱۱)    | ۳٫۳×۱۰۹      | –                       | [ ۳۴ ] [ ۳۵ ] |

## کشفِ مفهومِ خانوادهٔ زبانی

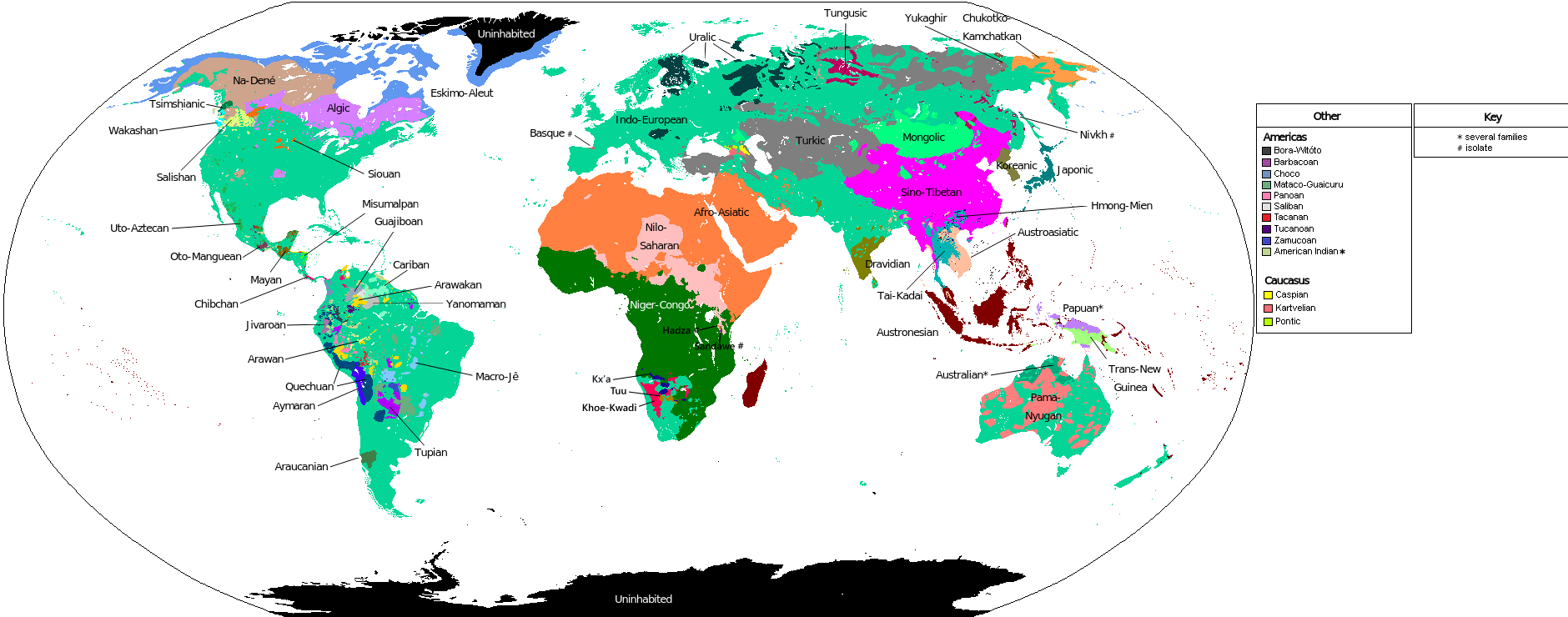
خانواده‌های زبانی جهان امروز

نخستین بار مارکوس زوئریوس وان بوکس هورن زبانشناس و دانشمند هلندی بود که زبانی آغازین را مادر برخی زبانهای آسیایی و اروپایی دانست و آن را زبان سکایی شناسایی کرد. این سرآغازی بر دانش زبانشناسی بر پایه جستجو برای بازسازی یا کشف یک زبان مشترک بود. در سال ۱۶۴۷ این اندیشه پیش کشیده شد و زبان سکایی سرچشمه یگانه یک خانواده زبانی به‌شمار آمد. این خانواده در آغاز شش زبان را دربرمی گرفت: هلندی، آلبانیایی، یونانی، لاتین، فارسی و آلمانی. در ۱۶۵۴ او زبانهای اسلاوی، سلتی و بالتیک را هم به این خانواده افزود.
جهانگرد ترک عثمانی، اِولیا چلبی در ۶–۱۶۶۵ راهی وین شد و در آنجا همانندی‌هایی میان فارسی و آلمانی یافت. گاستون کوردو نیز به چنین همسانی‌هایی پی برد.
ویلیام جونز (واژه‌شناس) در سال ۱۷۸۶ در انجمن پادشاهی بررسی‌های آسیایی در کلکته سخنرانی سرشناسی انجام داد که در زبان‌شناسی تاریخی با اهمیت به‌شمار می‌رود.
بخشی از این سخنرانی چنین است:
 «زبان سانسکریت پیشینهٔ باستانی‌اش هرچه باشد ساختاری شگفت‌انگیز دارد، پیشرفته تر از یونانی است، سترگ‌تر از لاتین است و آراسته تر از هر دوی آنهاست؛ بااین‌همه، هر دو، هم در ریشه‌های فعل و هم در ساختهای دستوری، همسانی و نزدیکی بسیار بیشتر از آن دارد که تنها وابسته به بخت بتواند بوده‌باشد؛ شباهتی چندان نزدیک و چنان قوی که هیچ واژه‌شناس تاریخی نمی‌تواند به سنجش و آزمونِ سانسکریت و یونانی و لاتین بپردازد و آنگاه بدین نکته باور نیاورد که این هر سه می‌باید از سرچشمه‌ای یگانه برخاسته باشند؛ سرچشمه‌ای که شاید دیگر اکنون موجود نباشد. نشانه‌های دیگری هم هست، هرچند نه بدان محکمی، که براساس آن می‌توان چنین فرض کرد که زبان‌های گوتیک و سِلتی و فارسی نیز خاستگاهی یگانه با سانسکریت دارند.»
گفتار جونز بر خویشاوندی زبان‌های سانسکریت، لاتین، یونانی و زبان‌های ژرمنی، سِلتی و زبان فارسی، روش تازه‌ای را در بررسیهای زبان‌شناسی پدیدآورد؛ گرچه حذف آگاهانه زبان هندوستانی، زبان‌های اسلاوی و پهلوی، رده‌بندی اوستایی همچون لهجه ای از سانسکریت یا پراکریت و جای دادن زبان‌های چینی، ژاپنی و مصری در خانواده هندواروپایی، امروزه همچنان شگفتی هر زبانشناسی را برمی‌انگیزد.
پیش از او نیز انگاره برج بابل به‌خوبی اندیشه یگانگی زبان‌ها پیش از توفان نوح را به شنونده می‌رساند. بر پایه این افسانه که در سِفر پیدایش تورات آمده‌است زبان‌ها ریشه مشترک داشته و بابل (در میانرودان) جایی از جهان بود که زبان‌های گوناگون از آنجا سرچشمه می‌گرفت و تیره‌های مختلف مردمان به جاهای دیگر زمین مهاجرت نموده‌اند. براستی شاید این نظریه چندان هم بیراه نباشد؛ چرا که بابل بر سر یکی از راه‌های مهاجرت بشر از قاره آفریقا قرار است.
بر پایه بررسی‌های تازه تر، معیارهایی علمی توسعه یافت که برپایهٔ آن‌ها، زبان‌ها در خانواده‌هایی زبانی گنجانده می‌شدند و در این خانواده‌ها، بسته به میزان همانندی‌ها، نسبت‌هایی دور یا نزدیک با هم می‌یافتند. بر این اساس خانواده‌هایِ زبانیِ بسیاری در جهان شناسایی شدند.

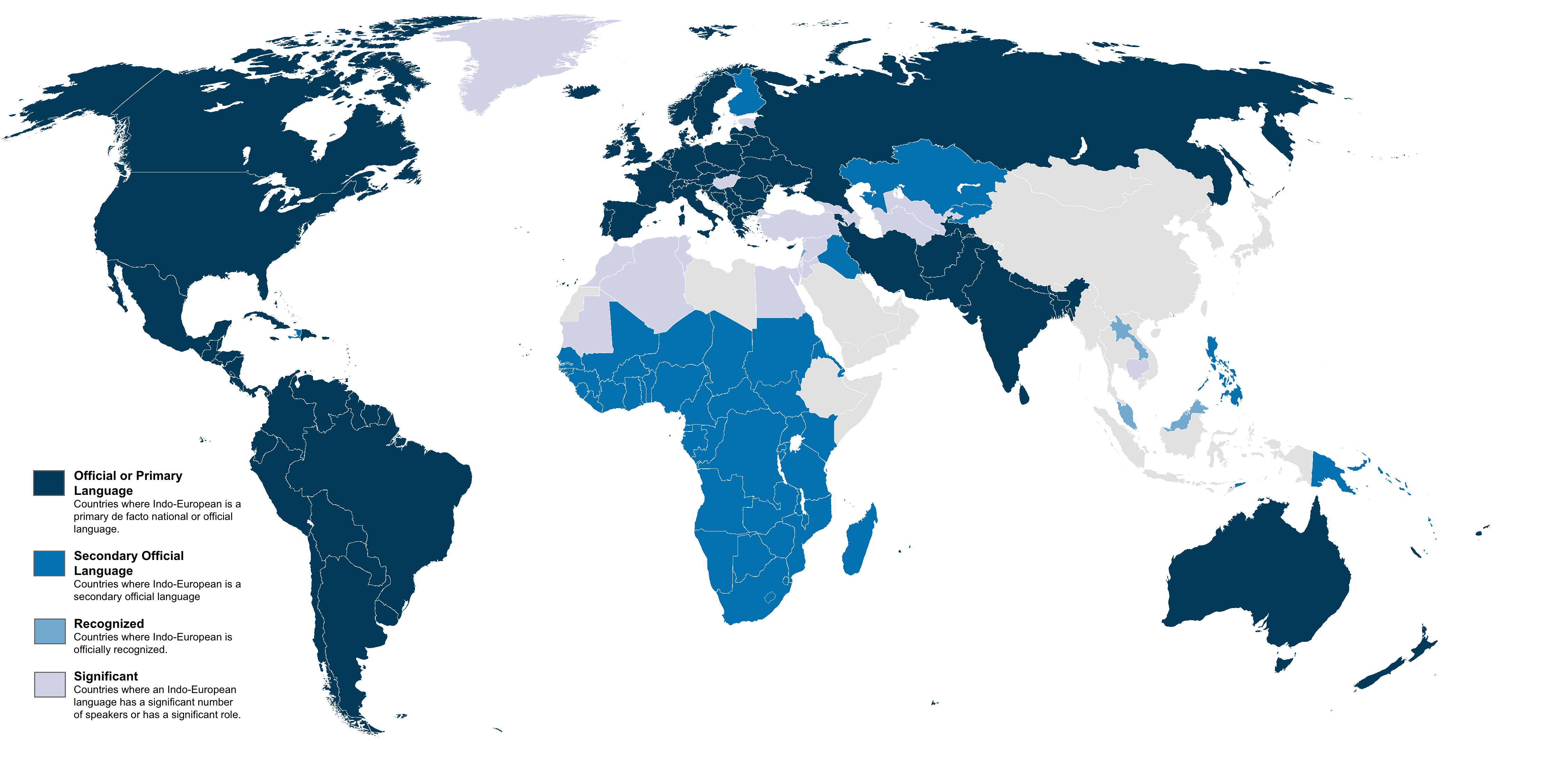
زبان رسمی یا زبان اول
زبان دوم رسمی
زبان مورد پذیرش قرار گرفته
زبان دارای اهمیت
زبان بدون استفاده

اما «سرچشمه یگانه» زبان‌هایی که جونز بدان‌ها پرداخته، سازنده خانواده زبانی ای است که ۲۴ سال پس از این سخنرانی، نخستین بار یک جغرافیدان به نام کنراد مالت-برون، هندوژرمنی نام گذارد (۱۸۱۰) و تا امروز نیز در زبان آلمانی واژه استاندارد علمی برای همین خانواده زبانی است. توماس یانگ پزشک و فیزیکدان انگلیسی نامدار، ۳ سال پس از وی، این خانواده را هندواروپایی نام گذاشت _که امروزه نیز بیشتر از این نام استفاده می‌کنند؛ ۲ سال پس از نامگذاری یانگ، راسموس راسک، زبانشناس دانمارکی سرشناس، این خانواده را یافثی خواند؛ برگرفته از نام یافث، که بر پایه تاریخ یهود، یکی از پسران سه‌گانه نوح و برادر سام و حام است؛ هندی-توتی نام دیگری بود که فریدریش اشمیتهِنر زبانشناس آلمانی در ۱۸۲۶ پیشنهاد کرد، باز هم یادآور نام لاتین کهن آلمانی‌ها به نام توتون بود _چنان‌که بیشتر واژه شناسان در آن زمان آلمانی بودند_؛ ویلهلم فون هومبولت، زبان‌شناس و فیلسوف نام‌آور آلمانی در ۱۸۲۷ نام سانسکریتی را برای این خانواده زبانی برگزید؛ سپس در ۱۸۴۰ از پیشگامان آلمانی در زبان‌شناسی به نام آگوست فریدریش پوت آن را هندوسلتی (هندوکلتی) نامید؛ زبان‌شناس نامی ایتالیایی و پیشگام در پژوهش دربارهٔ گویش‌ها، گرازیادیو ایسایا آسکولی در ۱۸۵۴، نام آریااروپایی را برای این خانواده زبانی انتخاب کرد. در ۱۸۶۱ ماکس مولر زبان‌شناس، خاورشناس و دین‌شناس برجسته آلمانی نام خانواده زبان‌های آریایی را بر آن اطلاق نمود. پس از وی نیز زبان‌شناس بلژیکی، اونوره شَوه نیز در سال ۱۸۶۷ از این خانواده زبانی با نام زبانهای آریایی (Ariaque) یاد کرد.
هیچ نوشته‌ای از نیای این خانواده زبانی در دست نیست؛ امّا بر پایهٔ برخی اصول دانش زبان‌شناسی تاریخی آن را با مطابقت دادنِ زبان‌هایِ نو و کهنِ این خانواده، بی آنکه ناهنجاری‌های روال زبانی و جهش‌های فرگشتی زبانها درنظر گرفته شوند، با چشمپوشی از جدایی تاریخی ناهمگن و ناهماهنگ هر یک از این زبان‌ها (برای نمونه اوستایی کهن و سانسکریت وابسته به بیش از ۴۰۰۰ سال پیش و یونانی وابسته به ۲۸۰۰ سال پیش و لاتین در پیوند با ۲۱۰۰ سال پیش)؛ در نبود یا کمبود منابع دربارهٔ زبان‌هایی مانند داسی-تراسی، یاسی، یازیگی، خوارزمی، باختری، میتانی، ماننایی، تپوری، سکایی، سرمتی، روخش آلانی، لیدیایی، لوویایی، لیکیایی، کاپادوکی، کیمریایی، اسکیتی، سغدی و … به گونه ای فرضی و انگاشته بازسازی کرده‌اند.
مهم‌ترین نکته آن است که هیچ تناسبی میان پیشینه منابع بازسازی این زبان در نظرگرفته نشده‌است. برای نمونه با نگاه به دیرینگی زبان یونانی که پیشینه آن به بیش از ۲۸۰۰ سال پیش (دربارهٔ ایلیاد و اودیسه) نمی‌رسد، زبان هیتیایی که سنگ نبشته‌های آن وابسته به ۳۶۰۰ سال پیش بوده، ریگ ودای سانسکریت که زبان آن را به ۴۰۰۰ پیش پیوند می‌دهند، ژرمنی را که کهنترین زبان آن گوتی است و دیرین‌ترین نوشته آن به سده ششم میلادی بازمی‌گردد و زبان فرانسوی که از لاتین عامیانه برگرفته شده‌است، نمی‌توانند در کنار هم زبانی را بسازند که در یک زمان به آن گفتگو می‌شده و سپس به شاخه‌های گوناگونی انجامیده، چرا که زمان این شاخه پذیری در ساخت دستور و واژگان هر یک از زبان‌ها کارایی دارد.
افزون بر این، زبان فرضیِ به اصطلاح نیا-هندواروپایی یا پوروا-هندواروپایی، برپایه نبود استثنا و نبود برهمکنش زبانی و نژادی بازسازی شده‌است و استثناهای آوایی و برخوردها و وامواژه‌ها را در نظر نمی‌گیرد، با آنکه چنین رویدادهایی در زبان‌ها بسیار به روال هستند و تفاوت گویش‌ها برخاسته از همین ویژگی‌ها و ریشه‌های دیگر است.

## خاستگاه

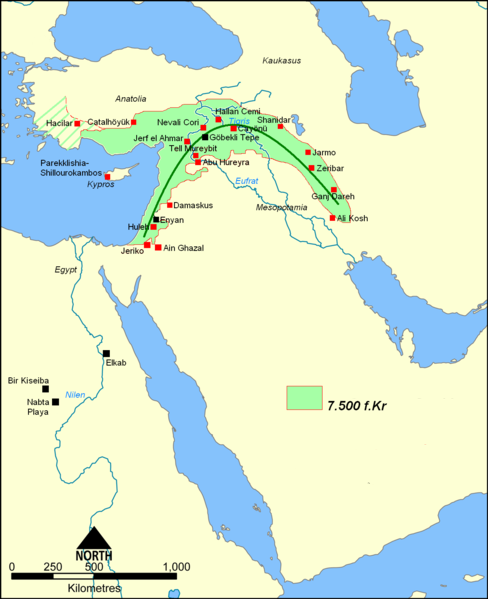
هلال حاصلخیز در ۷۵۰۰ پیش از میلاد.

زبان‌های هندو-اروپایی گروهی از زبان‌های خویشاوند هستند که از هند تا به اروپا گسترده شده‌اند.
در مورد خاستگاه خانوادهٔ زبان هندو-اروپایی چند فرضیهٔ رقیب وجود دارد. دیدگاهی که رایج است با نام فرضیه استپ (کورگان)، ریشهٔ این خانوادهٔ زبانی را به ۶٬۰۰۰ سال پیش و استپ‌های پونتیک را فرض می‌کند. دیدگاه دیگر از کالین رنفرو ادعا می‌کند ریشهٔ این خانوادهٔ زبانی به ۸٬۰۰۰ تا ۹٬۵۰۰ سال پیش و به منطقهٔ آناتولی تعلق دارد که با گسترش کشاورزی این زبان نیز در گسترش یافت. از نوین‌ترین دیدگاه‌ها در این زمینه، خاستگاه ایرانی است که کسانی چون فریدون جنیدی، جهانشاه درخشانی، دیوید رایش و کریستن کریستینسن، الکساندر کوزینتسف از پیش نهندگان آن هستند و مانند دیدگاه آناتولیایی نگاهی به نظریه هلال حاصلخیز و موج پیشروی نیز دارد. فرضیه دیگری که دو زبانشناس روس به میان نهاده‌اند ارمنستان را خاستگاه این زبانها می‌داند. فرضیه دیگری نیز تمدن دره رود سند را زادبوم آریاییان هند و ایران و اروپا می‌داند و آن را آریاییان بومی یا برخاسته از هند می‌نامند.
بر اساس فرضیه کورگان از ماریا گیمبوتاس، مادر این زبان‌ها هزاره چهارم پیش از میلاد در ناحیه‌ای واقع در میانه دریای کاسپین و دریای سیاه میان اقوام نیمه چادرنشین رایج بوده‌است، و در اثر مهاجرت اقوام گوناگون رفته‌رفته آن زبان انشقاق و انشعاباتی یافته و از هند تا اروپا گسترده شده‌اند.
نظریهٔ دیگری که اخیراً ارائه شده‌است، نیای زبانهای هندواروپایی را در جنوب شرق اروپا می‌داند.

## تاریخچه نامگذاری

پراکنش امروزی زبان‌های هندواروپایی در قاره آمریکا : زبان‌های لاتین:
زبان اسپانیایی
زبان پرتغالی–زبان گالیسیایی
زبان فرانسوی
زبان‌های ژرمنی:
زبان انگلیسی
زبان هلندی

برای نخستین بار یکی از پژوهشگرانِ دانمارکی به نام کنراد مالت برون که نقشی اساسی در گسترش این دانش دارد، نامِ هندوژرمنی (Indogermanisch) را در سال ۱۸۱۰ برای این مفهوم به کار برد. استدلال کنونی پژوهشگران آلمانی این است که در یک سویِ این حوزهٔ جغرافیایی زبان‌های شاخهٔ هندی و در سویِ دیگر ایسلندی صحبت می‌شود که زبانی از شاخهٔ ژرمنی است؛ پس نامِ هندوژرمنی، می‌تواند به گونه‌ای دیگر گویایِ دو سوی پهنهٔ جغرافیایی زبان‌های این خانوادهٔ بزرگ باشد. همچنان در آلمان این یک اصطلاح استاندارد علمی است.
توماس یانگ نیز مانند آلمانی‌ها نامِ این دو منتهی‌الیه جغرافیایی که به این شکل در کنارِ هم قرار داده می‌شد برای نشان دادن گستره جغرافیایی آن مردم بر روی نقشه و زبانِ فرضیشان در نظر گرفت. زمانی که توماس یانگ نام هندواروپایی را به عنوان یک اصطلاح جغرافیایی ساخت، هنوز توافقی بر سر نامگذاری خانواده زبانی تازه دسته‌بندی شده در میان نبود و پس از او نیز نام‌های دیگری برای این خانواده زبانی پیشنهاد کرده‌اند. از میان نامهایی که در آن دوران در میان نهاده شدند، این فهرست به ترتیب تاریخی است:
- هندوژرمنی[۶۱] (کنراد مالت-برون، ۱۸۱۰)
- هندواروپایی (توماس یانگ، ۱۸۱۳)
- یافثی[۶۲] (راسموس راسک، ۱۸۱۵، برگرفته از یافث)
- هندی-توتی[۶۳] (فریدریش اشمیتهنر، ۱۸۲۶)[۶۴]
- سانسکریتی[۶۵] (ویلهلم فون هومبولت، ۱۸۲۷)
- هندوکِلتی[۶۶] (یا هندوسلتی) (اوت فریدریش پوت، ۱۸۴۰)
- آریااروپایی[۶۷] (گرازیادیو ایسایا آسکولی[۶۸][۶۹][۷۰] ۱۸۵۴)
- آریایی[۷۱] (ف. ماکس مولر، ۱۸۶۱)
- آریایی[۷۲] (اونوره شَوه، ۱۸۶۷)[۷۳]

اصطلاح آریایی که زمانی، به‌ویژه به‌دنبال نامگذاری ماکس مولر (خاورشناس، دین‌شناس و زبانشناس پرآوازه آلمانی اواخر سده نوزدهم) رواج داشت، تا جنگ جهانی دوم همچنان جایگاه خود را هم به عنوان نام این خانواده زبانی و هم در جایگاه نام نژاد مردمانی که تبار آریایی دارند _امروزه در فارسی سفیدپوست و در زبانهای اروپایی قفقازی گفته می‌شوند_ حفظ کرد. اصطلاح زبانهای آریایی از زمانی برای این خانواده زبانی کنار گذاشته شد که اصطلاح آریانیسم (آریایی گرایی) از سوی متفقین برابر با نازیسم گرفته شد؛ سوگیری نژادی- سیاسی آن جایگاه زبانشناسانه اش را به کناری راند؛ و زیر سایه جنگ جهانی دوم و پیامدهای آن قرار گرفت؛ ماکس مولر نگران سیاسی شدن نام خانواده زبان‌های اروپایی بود و تا پایان زندگانی نیز گهگاه این نگرانی را بازگو می‌کرد. آلمان نازی بر پایه باور به خلوص و برتری نژادی، برای اثبات برتری خود بر دیگر نژادها خود را آریَن (آریایی) نامید _چرا که در آن زمان واژه آریایی در دانشگاه‌ها و انجمن‌های آکادمیک اصطلاح علمی شناخته شده‌ای بود_ و همچنین ادعا می‌کرد که خود برترین نژاد میان آریایی‌ها است و این اصطلاح را که نخست در زبانشناسی و مردمشناسی نژادی کاربرد داشت، تبدیل به اصطلاحی ایدئولوژیک، سیاسی و نژادگرایانه نمود. پس از جنگ دوم جهانی، با پیروزی متفقین و اوجگیری تبلیغات دربارهٔ نسل‌کشی یهودیان و جنایتهای نازی‌ها در اردوگاه‌های اسیران، در رده تابوهای علمی-فرهنگی-سیاسی طبقه‌بندی شد. و در نیمه پایانی سده بیستم میلادی در آمریکا و به‌ویژه در اروپا آن را در ردیف انکار هولوکاست نهاده؛ از آنجا که هنوز برای ایشان یادآورِ بارِ سیاسی و خاطرات تلخ جنگی ویرانگر بود، همچون خط قرمزی با آن رفتار نمودند.
پیش‌تر نامِ آریایی نیز برای این خانوادهٔ زبانی کاربرد داشت. در حالی که در تقسیم‌بندی امروزی بر اساس نام هندواروپایی، زبان‌هایِ آریایی (ایرانیان و هندیان) یا هندوایرانی، فقط یکی از شاخه‌هایِ خانوادهٔ هندواروپایی را شکل می‌دهند؛ یعنی کاربرد این نام برایِ کلِ خانواده، طبق این نامگذاری نادرست است. امروزهِ نامِ آریایی فقط به همین شاخه هندوایرانی اطلاق می‌گردد. اصطلاح هندوآریایی، علاوه بر دلالت زبانی اش که به معنی زبان آریاییان هند است، معنای دیگری نیز یافته‌است و بر فرهنگی که پس از افول تمدن درهٔ سند ظهور و تکامل یافت نیز اطلاق می‌گردد.

## جایگاه امروزی

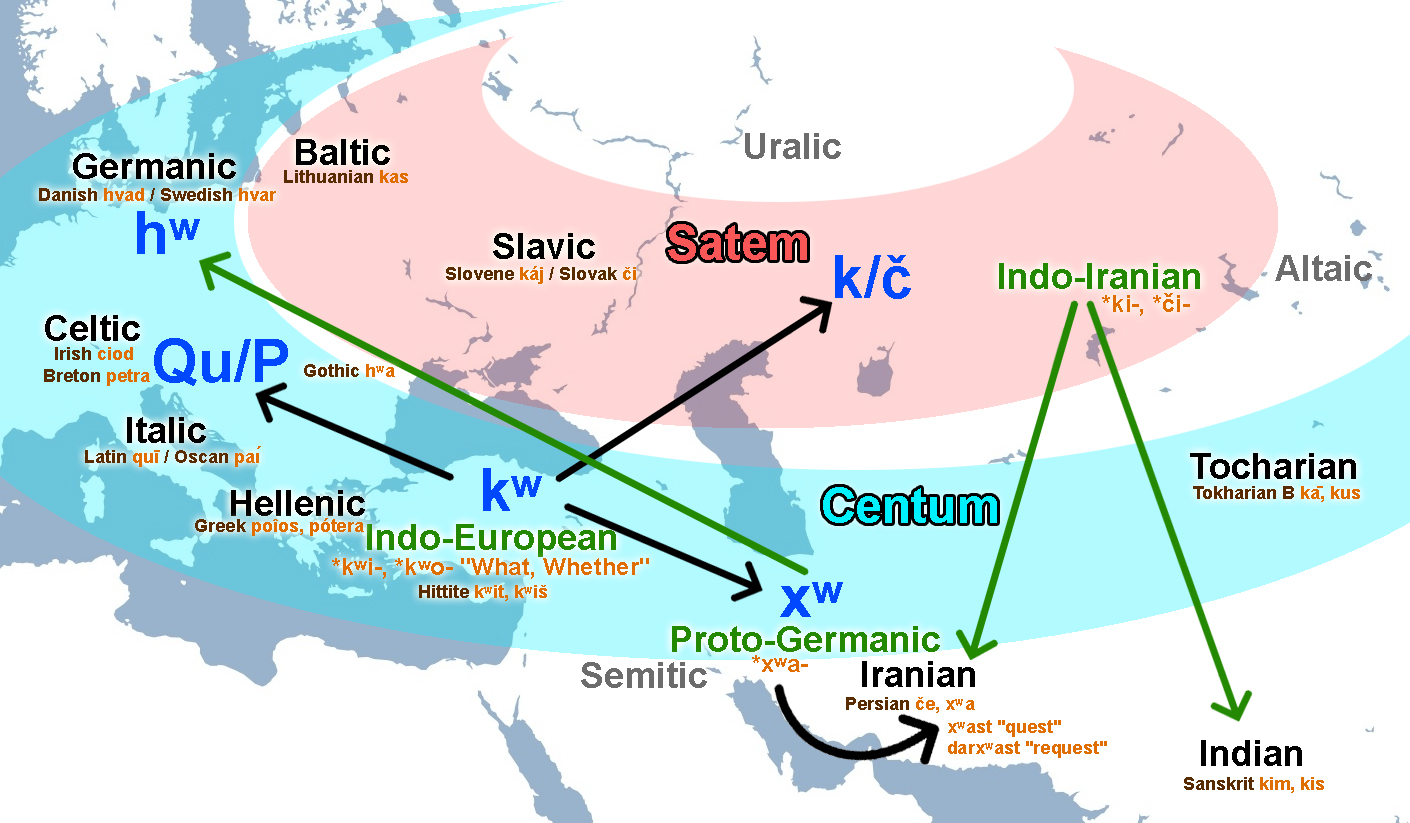
زبان‌های هندواروپایی برپایه فونولوژی

امروزه بیشتر کشورها، زیرِ پایِ مردمانی است که یا زبانشان هندواروپایی‌ست یا یکی از آنها زبانِ رسمیِ سرزمینشان است؛ یعنی یا خود از نژادی هندواروپایی (هندی-ایرانی-اروپایی) هستند یا نژادِ پیش از آمدنِ آریا-اروپایی‌ها کم‌کم تحلیل رفته‌است. این بدان دلیل است که مردمانِ هندواروپایی در تسخیر سرزمین‌هایِ دیگر موفّق‌تر از دیگران بوده‌اند.
این مسئله به نابودی یا نَوان‌شدگیِ دیگر خانواده‌هایِ زبانیِ انجامیده. برایِ نمونه زبانِ عیلامی/ ایلامی که تا امروز زبانی تک خانواده شناسایی شده‌است، یعنی زبانی دیگر تا کنون یافت نشده که با آن در یک خانواده جای داده شود، امروزه جایِ خود را به زبان‌های ایرانی داده که خود از زبان‌هایِ آریایی و اروپایی اند. یکی از زبان‌هایِ رسمیِ سلسله ایرانیِ هخامنشی، عیلامی/ ایلامی بوده‌است.
به‌عنوانِ نمونه دیگر، می‌توان زبان‌هایِ پرشمار سرخ‌پوستانِ آمریکا را مثال آورد، که تا مرز نابودی به دست انگلیسی، اسپانیایی، پرتغالی و فرانسوی، که همگی اروپایی هستند، کم گویشور گشته یا به‌کل، از میان رفته‌اند.

## شاخه‌ها
- زبان‌های آناتولیایی یا آناتولی

شاخه‌های زبان‌های هندواروپایی.

  - زبان هیتی یا هیتّی (انگلیسی: زبان هیتی):

این زبان از مهم‌ترین زبان‌ها در مطالعه‌هایِ هندواروپایی است. سندهای بسیاری از آن به جا مانده که پیشینه‌یِ برخی به ۱۳۰۰ سال پیش از میلاد می‌رسد؛ یعنی از وداها نیز کهن ترند و به این ترتیب، کهن‌ترین سندهایِ خوانده‌شدهٔ هندواروپایی هستند. به دلیل‌هایِ برشمرده، هیتی در بازسازی زبانِ هندواروپاییِ مادر بسیار پراهمّیت بوده‌است.
- - زبان لوویایی (انگلیسی: زبان لووی)
  - زبان لیدیایی (انگلیسی: زبان لیدیایی)
- زبان‌های تُخاری:

تُخاری در متن‌هایی مشاهده گردیده که به سده‌یِ هفتم پس از میلاد برمی‌گردند و در آسیای مرکزی از خاک بیرون کشیده شده‌اند. از زبان‌هایِ منفردِ هندواروپایی‌ست؛ یعنی در شاخهٔ تُخاری تنها زبانِ تُخاری وجود دارد.
- زبان‌های هندوایرانی یا آریایی
- زبان‌های ایرانی
  - زبان‌های ایرانی شرقی
    - زبان‌های ایرانی شرقی باستان: سکایی باستان†
    - زبان‌های ایرانی شرقی میانه: سغدی† باختری† خوارزمی† سکایی سرمتی† داسی-تراسی† رخش آلانی† یاسی† کوشانی† ماساگتی† پارتی† سکایی ختنی† سکایی تمشقی (مارال باشی)†
    - زبان‌های ایرانی شرقی نو: پشتو، آسی، نورستانی، زبان‌های پامیری (اشکاشمی، سنگلیجی، روشنانی، یغنابی، شغنانی، یزغلامی، وخی)

  - زبان‌های ایرانی غربی
  - زبان‌های ایران مرکزی
- زبان‌های هندوآریایی
- نورستانی
- زبان‌های هِلِنی
- زبان‌های ایتالی
- زبان‌های اوسکواومبری
- زبان‌های لاتین‌وفالیسکی
- زبان اَرمَنی
- زبان‌های بالت‌واسلاوی
- زبان‌های ژِرمَنی
  - زبان‌های ژرمنی غربی
  - زبان‌های ژرمنی شمالی (اسکاندیناویایی)
  - زبان‌های ژرمنی شرقی:

زبان‌های عضو این گروه همگی زبان‌هایی مرده‌اند.
- زبان آلبانیایی
- زبان‌های سِلتی

## جدول واژه‌های زبان‌های هندواروپایی
| زبان نیا-هندواروپایی | زبان انگلیسی                                                  | زبان گوتی          | زبان لاتین                         | زبان یونانی                                 | سانسکریت                      | زبان‌های ایرانی                                                        | زبان‌های اسلاوی             | زبان‌های بالتیک                   | زبان‌های سلتی                                   | زبان ارمنی                            | زبان آلبانیایی         | زبان تخاری                    | زبان هیتی           |
| -------------------- | ------------------------------------------------------------- | ------------------ | ---------------------------------- | ------------------------------------------- | ----------------------------- | --------------------------------------------------------------------- | -------------------------- | -------------------------------- | ---------------------------------------------- | ------------------------------------- | ---------------------- | ----------------------------- | ------------------- |
| *meH₂tér"            | mother (<OE mōdor)                                            |                    | māter "mother"                     | mḗtēr "mother"                              | mātár- "mother"               | Av mātar- "mother" "مادر"                                             | OCS mati (matere) "mother" | Lith mótyna "mother"             | OIr māthir "mother"                            | mayr "mother"                         | motër "sister"         | A mācar, B mācer "mother"     |                     |
| *pH₂tér"             | father (<OE fæder)                                            | fadar "father"     | pater "father"                     | patḗr "father"                              | pitár- "father"               | Av pitar- (nom. also pta, ta), OPers pita "father" "پدر"              |                            |                                  | OIr athir "father"                             | hayr "father"                         |                        | A pācar, B pācer "father"     |                     |
| *bhréH₂ter"          | brother (<OE brōþor)                                          | brōþar "brother"   | frāter "brother"                   | phrā́tēr "member of a phratry (brotherhood)" | bhrā́tar- "brother"            | Av brātar-, OPers brātar-, Ossetian ärvád "brother, relative" "برادر" | OCS bratrŭ "brother"       | Lith broterė̃lis "little brother" | OIr brāth(a)ir, W brawd (pl. brodyr) "brother" | ełbair (gen. ełbaur) "brother"        |                        | A pracar, B procer "brother"  |                     |
| *swésor"             | sister (<OE sweostor, influenced by زبان نروژی باستان systir) | swistar "sister"   | soror "sister"                     | éor "relative"                              | svásar- "sister"              | Av x ̌aŋhar- "sister" "خواهر"                                          | OCS sestra "sister"        | Lith sesuõ (seser̃s) "sister"     | OIr siur, W chwaer "sister"                    | k`oir (k`eṙ), nom.pl k`or-k` "sister" |                        | A ṣar, B ṣer "sister"         |                     |
| *dhugH₂-tér"         | daughter (<OE dohtor)                                         | daúhtar "daughter" | زبان اوسکی futír "daughter"        | thugátēr "daughter"                         | duhitár- "daughter"           | Av dugədar-, duɣδar-, NPers duxtar, duxt "daughter" "دختر"            | OCS dŭšter- "daughter"     | Lith dukter- "daughter"          | Gaulish duxtir "daughter"                      | dowstr "daughter"                     |                        | A ckācar, B tkācer "daughter" | túwatara "daughter" |
| *suHnú"              | son (<OE sunu)                                                | sunus "son"        |                                    | huiús "son"                                 | sūnú- "son"                   | Av hunuš "son" "پسر"                                                  | OCS synŭ "son"             | Lith sūnùs "son"                 |                                                | ustr "son"                            |                        | A se, B soyä "son"            |                     |
| *nepot"              | OE nefa "nephew"                                              |                    | nepōs (nepōtis) "grandson, nephew" | népodes "descendants"                       | nápāt- "grandson, descendant" | Av napāt-, naptar-, OPers napāt- "grandson, descendant" "نوه"         |                            | OLith nepotis "grandson"         | OIr nïæ "sister's son", W nei "nephew"         |                                       | nip "grandson, nephew" |                               |                     |